# Cornelis Constantijn van Valkenburg (1910-1984)

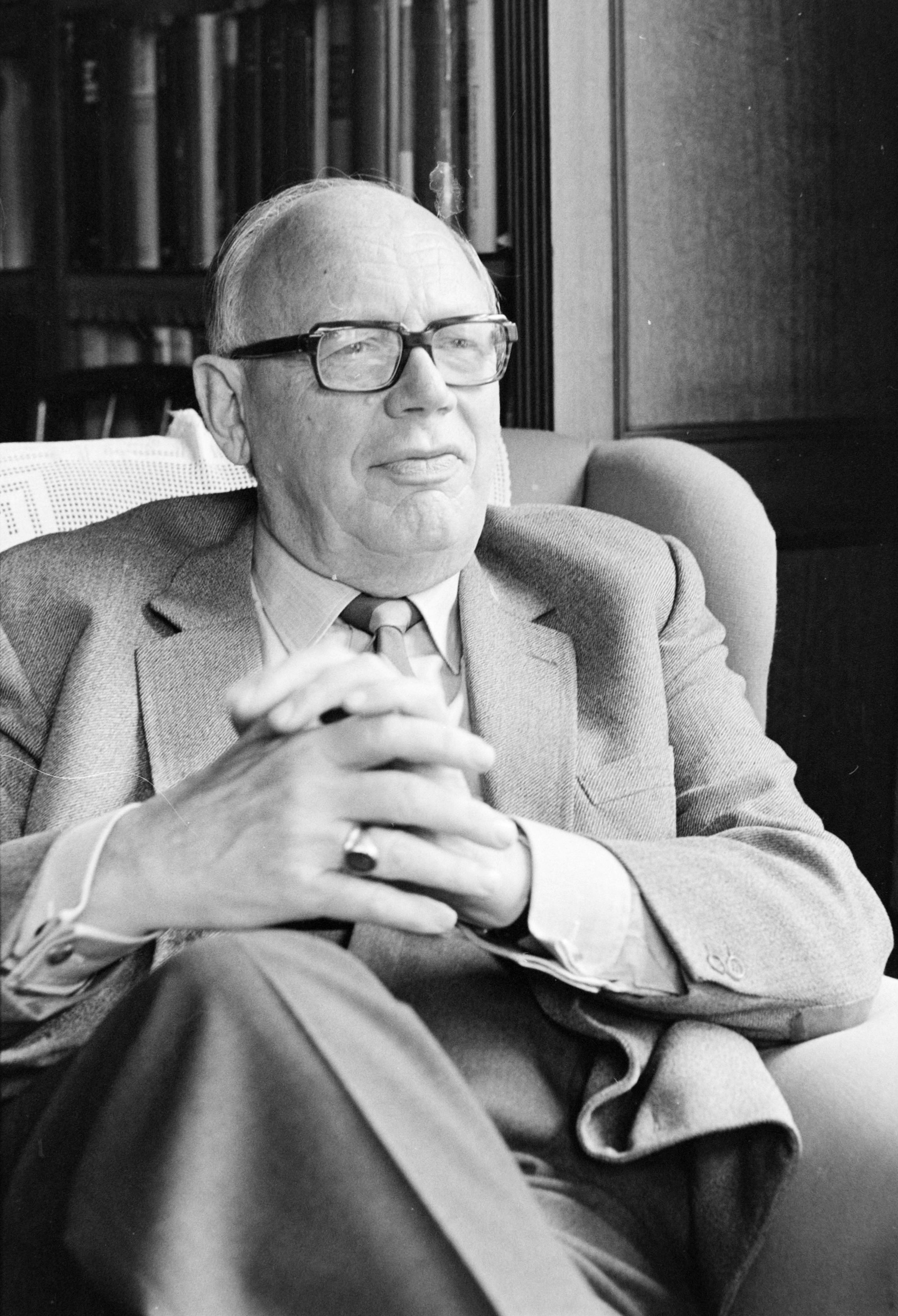
Portret van Jhr. Mr. Valkenburg, 1980

Jhr. mr. Cornelis Constantijn van Valkenburg (Amsterdam, 9 februari 1910 - Leiden, 20 december 1984) was een Nederlandse zakenman en vooral bekend als bestuurder in organisaties op genealogisch en iconografisch gebied.

## Familie
Van Valkenburg was lid van het Haarlemse regenten-, later adellijke geslacht Van Valkenburg. Hij was een zoon van advocaat jhr. mr. Johan Fredrik Theodoor van Valkenburg (1877-1975) en diens eerste echtgenote Sjoerdtje Catharina Fockema (1887-1945). Zijn vader was in 1939 de allerlaatste persoon die werd verheven in de Nederlandse adel waardoor ook hij, als zoon in 1939 jonkheer werd.
Van Valkenburg trouwde in 1937 met jkvr. Wilhelmine Justine Nahuys (1913-1993); uit dit huwelijk werden vier kinderen geboren.

## Leven en werk
Na zijn rechtenstudie werd Van Valkenburg advocaat bij het kantoor van zijn vader. In 1943 werd hij directiesecretaris bij het verzekeringskantoor Langeveldt Schröder, waar hij carrière maakte en uiteindelijk eindigde, inmiddels Hudig-Langeveldt geheten, als lid van de Raad van Bestuur.

### Nevenwerkzaamheden
Vanaf 1945 had Van Valkenburg zijn eerste bestuursfunctie in een genealogische organisatie, namelijk bestuurslid van het Koninklijk Nederlandsch Genootschap voor Geslacht- en Wapenkunde, hetgeen hij bleef tot aan zijn overlijden. Vanaf 1946 was hij bestuurslid van het Centraal Bureau voor Genealogie. Vanaf 1957 was hij lid, vanaf 1966 voorzitter van de Hoge Raad van Adel. Vanaf 1957 was hij tevens bestuurslid van het Iconografisch Bureau.
Van Valkenburg was ook lid van officiële organen als de Monumentenraad (1967-1978) en de Archiefraad (1976-1980).
Voorts was Van Valkenburg bestuurslid van Haarlemse verenigingen, zoals voorzitter van de Historische Vereniging Haerlem (1958-1964).

### Onderscheidingen

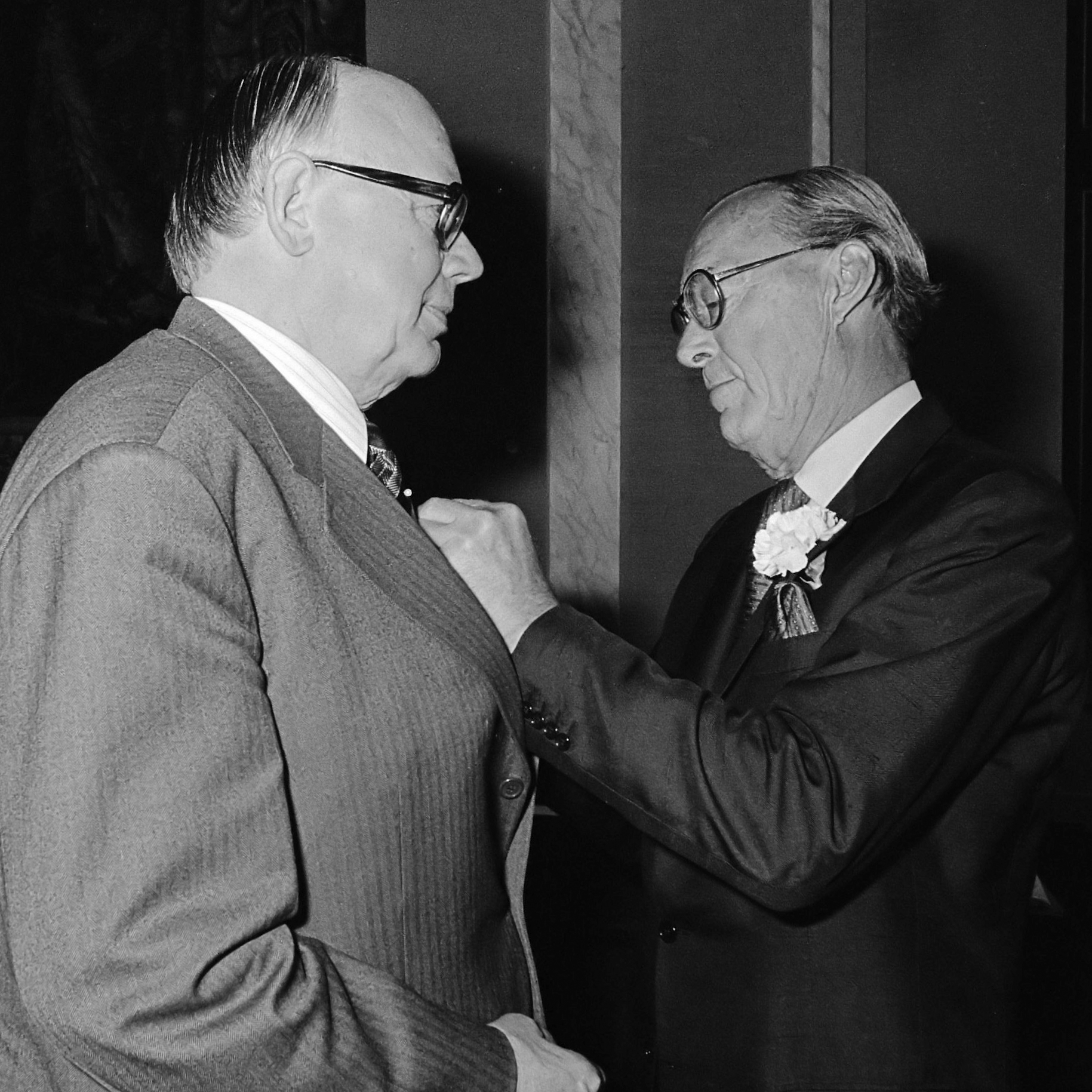
Cornelis Constantijn van Valkenburg ontvangt de Zilveren Anjer van Prins Bernhard (1980)

- Commandeur in de Orde van Oranje-Nassau (1984)
- Ridder in de Orde van de Nederlandse Leeuw (1976)
- Erekruis in de Huisorde van Oranje (1984)
- Zilveren Anjer (1980)